# سینما پیام (تهران)
سینما پیام یک سینما در تهران است که در خیابان انقلاب، روبروی خیابان لاله‌زار نو واقع شده‌است.
این سینما که در سال ۱۳۳۰ تأسیس شده‌است و متعلق به حوزه هنری می‌باشد ظرفیتش ۳۲۱ نفر است.